# Приватизация
Приватизацията (на английски: privatization или privatisation) е процес на трансфериране на собствеността на бизнес, предприятие, агенция, публична услуга или недвижимост от публичния сектор (държавния) към частния сектор (бизнес начинания, които оперират с цел печалба) или към частни непрофитни организации. Терминът също така се използва в доста различни смисли, както и аутсорсинга на услуги от страна на правителството към частни фирми. По този начин според меркантилистическата макроикономическа школа се цели постигане на по-добро управление и стопанисване на приватизирания обект с оглед увеличаване на общественото благосъстояние.

## Способи
Начини на приватизация:
- Чрез директна продажба на част или цял обект. Държавните или общински власти могат да продадат цяло предприятие или част от него. Когато се продава само част от предприятие, съответните власти си запазват известна възможност да участват в управлението (при по-малко от 50%+1) и да управляват (при 50%+1).
- Чрез продажба на акции на фондовата борса. В този вариант предприятието може да се сдобие с множество на брой дребни собственици.
- Чрез масова (бонова) приватизация. При този начин на раздържавяване на имущество, на населението се предоставят ваучери (бонове, бонови книжки), с които населението да закупува дялове от приватизираните предприятия.

Има различни мнения сред икономистите, както относно ползите и вредите както от различните видове, така и от самия процес на приватизация.

## Най-често изтъквани ползи от приватизацията
- по-висока икономическа ефективност на частните предприятия
- по-висока продуктивност и оттук по-висока конкурентоспособност
- по-висока степен на оползотворяване на ресурсите
- повече инвестиции, което води до по-бърз технологичен прогрес

## Най-често изтъквани вреди от приватизацията
- загубата на контрол над средствата за задоволяване на основни нужди като напр. водо- и електроснабдяване, пътища и др.
- в дългосрочна перспектива – повишаване на цените, създаване на олигополни и монополни ситуации и т.н.

## Приватизация на монополи
В икономическата теория е особено спорно раздържавяването на монополните държавни и общински структури, тъй като ползите от това са съмнителни.

## Приватизация в България
След ноемврийския пленум в рамките на 20 години (т.нар. преход) са приватизирани над 90% от държавните и общински активи в България.
Приватизацията на търговските банки от банковата система на страната е осъществена от БКК.
Самият процес на приватизиране също така често е обект на критики, особено в посока корупция, като по мнение на бившия главен прокурор на страната Никола Филчев само при управлението на правителството на Иван Костов са раздържавени активи на стойност 27 млрд. щ.д. при приходи за държавната хазна от около 3 млрд. щ.д.